# Rob Nord
Robert Frederik Leopold (Rob) Nord (Zwolle, 23 augustus 1936 – Den Haag, 5 januari 2005) was een Nederlands architect.

## Levensloop
Nord was zoon van Johanna Martina Maria Bakker en arts Henry Albert Julius Nord. Hij kreeg zijn beroepsopleiding aan de Hogere technische school in Leeuwarden. Daarna volgde nog een studie tot bouwkundig ingenieur aan de Technische Hogeschool Delft.
In vroege jaren heeft hij op het bureau van Herman Hertzberger gewerkt. In de jaren 70 werkte hij voor Architectenbureau De Klerk (van Gerard de Klerk) alwaar hij ook werkte met H. Waanders. Omstreeks 1977 was hij hoofd bij Groosman Partners. In 1984 werkte hij voor het Haagse bureau Van Veldhoven Partners en in 1986 voor Van Veldhoven en Partners. Vanaf 1987 was hij zelfstandig architect in Den Haag.
Nord overleed onverwachts op 5 januari 2005, op 68-jarige leeftijd.

## Stijl
Nord liet zich niet graag in een hokje duwen, maar erkende beïnvloed te zijn door Herman Hertzberger; en inspiratie te halen uit het monumentale werk van de Spaanse architect Ricardo Bofill. Maar waar Bofill wel verweten werd de menselijke schaal uit het oog te verliezen en lijkt te vergeten dat de bouwwerken door mensen bewoond moesten worden, daar zocht Nord naar een vormgeving (menselijkheid, kleinschaligheid, sfeer) die paste bij de beleving van de gebruikers. Een voorbeeld hiervan is het complex Bezuidenbosch in Den Haag.

## Oeuvre

### Jaren 1970
Nord ontwierp als medewerker van Architectenbureau De Klerk minstens drie gebouwen, die sterk op elkaar lijken:
- Prinsengracht 587, de voormalige hoofdbibliotheek van Amsterdam; thans gemeentelijk monument.[9][5][10][11][12]

- Sonesta Hotel en verbinding met de Ronde Lutherse Kerk, Amsterdam[13][14][15][5]
- Plantage Middenlaan 14, hoofdkantoor Amsterdam van Artsen zonder Grenzen

Andere ontwerpen van Nord:
- Woonwijk tussen Galgewater/Noordeinde tot aan Weddesteeg, Leiden.[16][6][17][8]
- Kantoorpand aan de Keizersgracht 489, Amsterdam.[18]

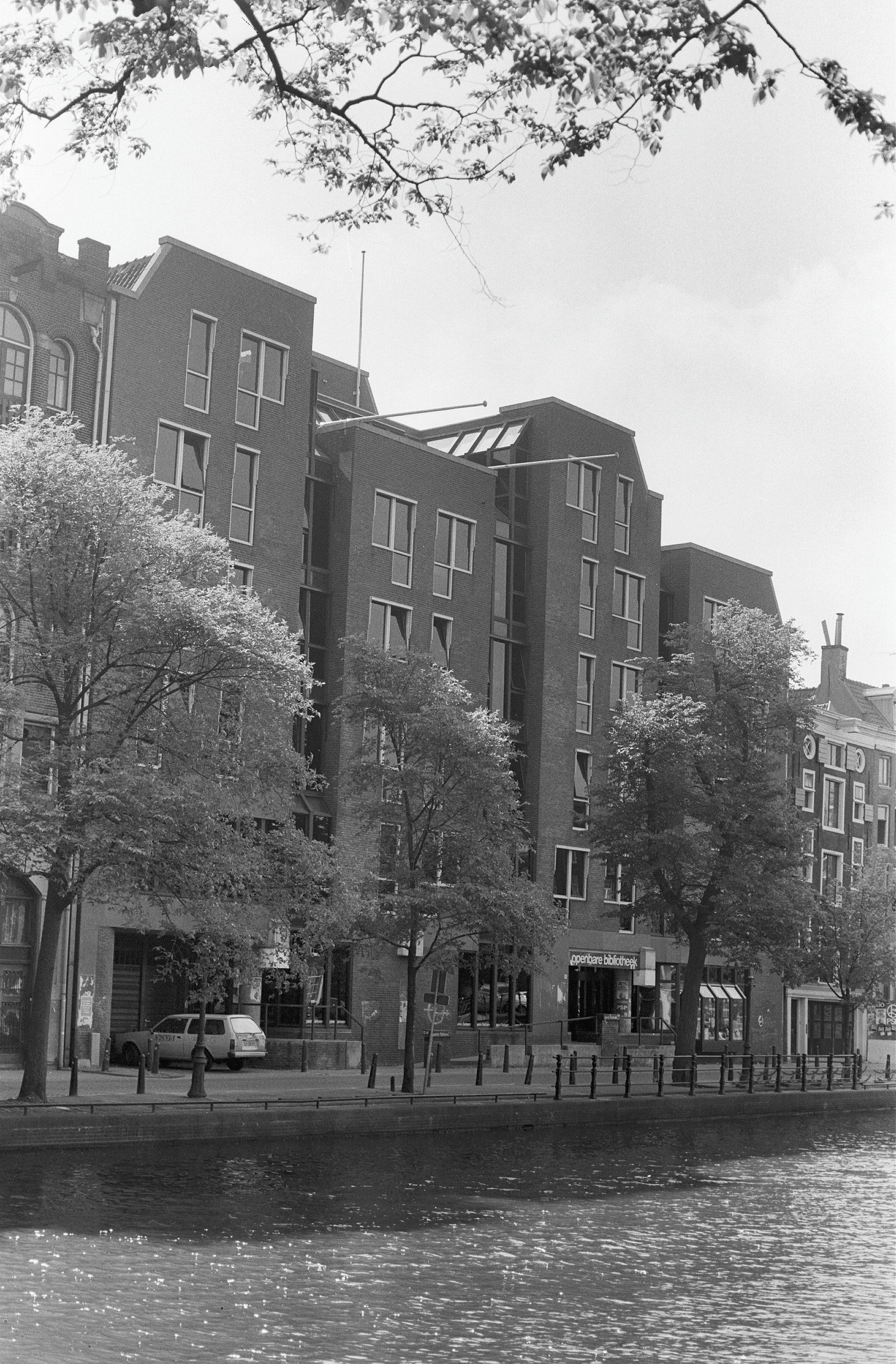
Openbare leeszaal en bibliotheek, Amsterdam (1981)
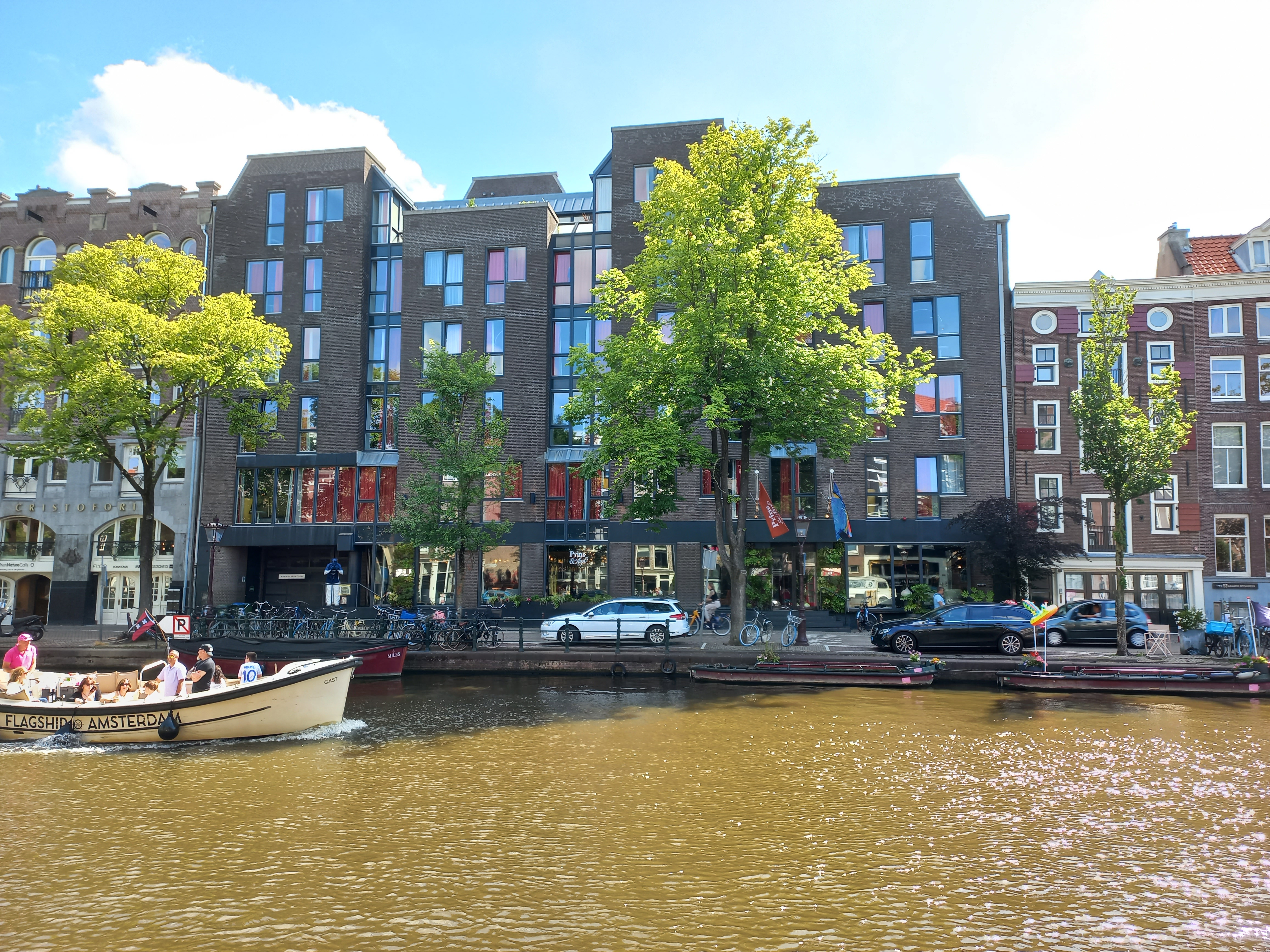
Hetzelfde gebouw in juli 2025
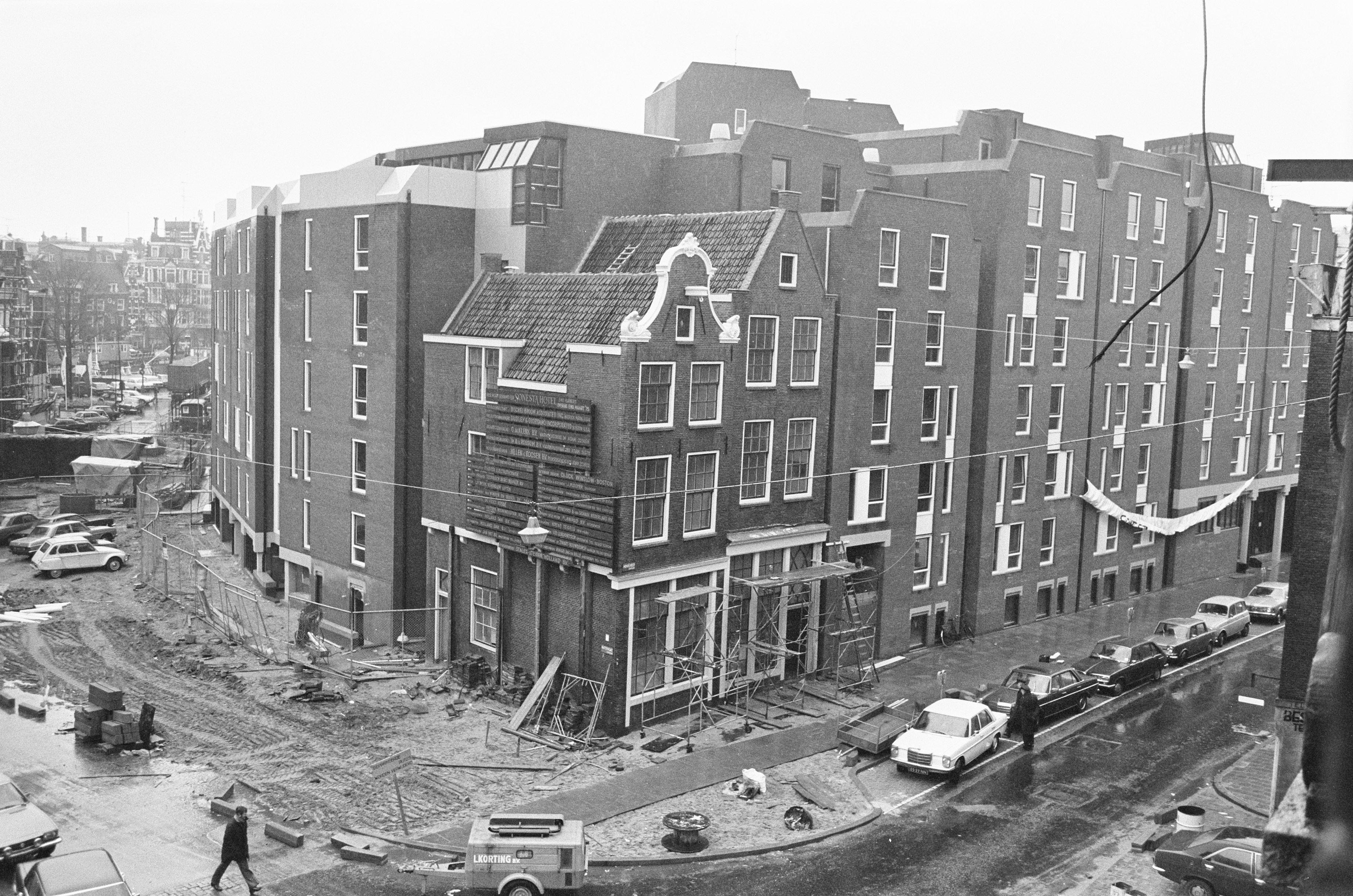
Sonestahotel nadert voltooiing (1975)

### Jaren 1980
- Complex met woontoren op de hoek van Levendaal en Oranjeboomstraat, Leiden.[19][17]
- Bezuidenbosch aan de Bezuidenhoutseweg, Den Haag.[7]

### Jaren 1990
- Hotel Primevère, als deel van een miljoenenproject in Alkmaar.[20]

## Lidmaatschap
- Nord was lid van Architectura et Amicitia[21]